# 堺区

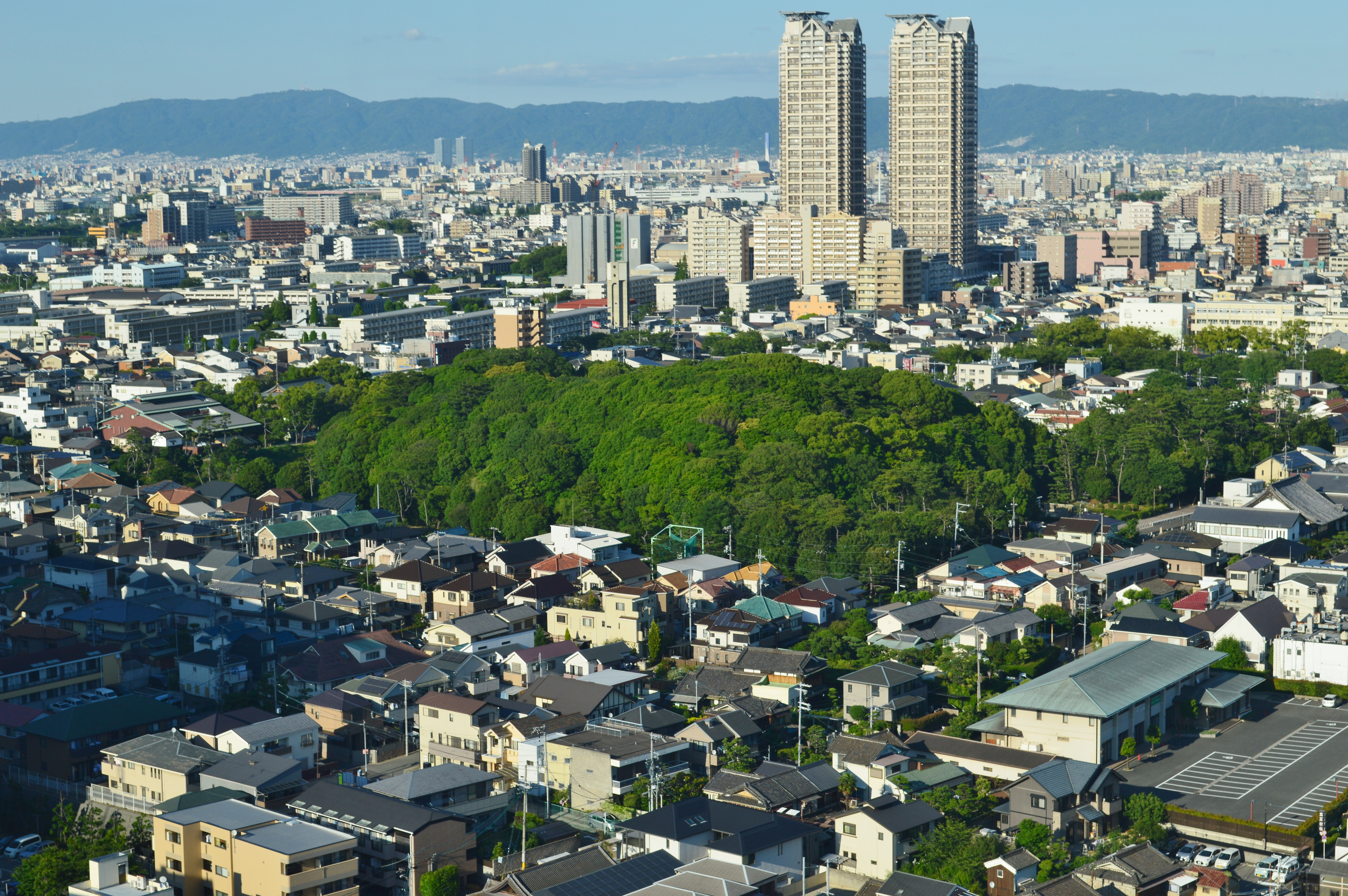
田出井山古墳と堺市駅周辺

堺区（さかいく）は、堺市を構成する7行政区のうちの1つ。中世以来の環濠都市であった地域を含み、市役所、裁判所などの官庁やシティホテル、商店などが集積している堺市都心部の機能が集積した中心部である。

## 概要
堺市の北西部に位置し、北を大和川が流れ、西は大阪湾に面する。沿岸部は主に埋立地が広がり、堺泉北臨海工業地帯が広がる。
中西部には中世の自治都市の流れを汲む堺市街地が、環濠の名残りである内川・土居川に囲まれて広がる。
内陸部は上町台地に続くごくわずかな台地が南北方向に存在するがおおむね平坦である。南北を鉄道と高速道路・国道が貫き、大阪と和歌山・高野山に通じている。
区の中心的地域は、市役所、裁判所、法務局や百貨店がある南海高野線堺東駅西側である。

## 地理

### 地形

#### 山地
主な山
- 蘇鉄山

#### 河川
主な川
- 大和川
- 内川（土居川）

#### 土地
主な台地
- 上町台地

#### 湾岸
- 大阪湾

### 人口
- 2010年（平成22年）：148,748
- 2015年（平成27年）：148,205
- 2020年（令和 2年）：148,024

## 歴史
1880年（明治13年）、郡区町村編制法施行により堺町（堺県和泉国第1大区）が堺区（郡区制）となった。その際、沿岸部に形成されていた附洲（つきす）新田も堺区（郡区制）に組み込まれた。1889年（明治22年）、市制施行により堺区（郡区制）が堺市となった。2006年（平成18年）、堺市が政令指定都市へ移行したことにより、行政区としてではあるが「堺区」の区名が117年ぶりに復活した。
市名と行政区名の一致は川崎市川崎区に次いで2例目。ただし、後に市名となった郡区制の区名と行政区名の一致は全国初となる。このため、「堺区」の場合は市の前身か行政区か注意する必要がある。

### 沿革
明治
- 1880年（明治13年） 郡区町村編制法施行により、堺町、梅ケ香町附洲新田、海船町附洲新田、戎島附洲新田、新地附洲新田、紺屋町附洲新田、新在家町附洲新田、蘆原町附洲新田、南半町附洲新田[* 4]を大鳥郡より分離し、堺区（郡区制）が発足。
- 1889年（明治22年）4月1日 市制施行により、堺区（郡区制）が堺市へ移行。町村制施行により、大鳥郡向井村、舳松村、湊村、三宝村、神石村が発足。
- 1891年（明治24年）2月25日 神石村大字踞尾が踞尾村として分立。
- 1894年（明治27年）2月10日 向井村大字七道を堺市に編入。
- 1896年（明治29年）4月1日 郡の統廃合により、大鳥郡から泉北郡に変更。

大正
- 1913年（大正2年）11月1日 向井村が町制施行。向井町となる。
- 1915年（大正4年）10月1日 湊村が町制施行。湊町となる。
- 1920年（大正9年）4月1日 向井町、湊町を堺市に編入。
- 1925年（大正14年）10月1日 舳松村を堺市に編入。
- 1926年（大正15年）10月1日 三宝村を堺市に編入。

昭和
- 1938年（昭和13年）2月11日 神石村を堺市に編入。

平成
- 2000年（平成12年） 神石出張所を廃止して堺市役所本館内に堺支所が開所。
- 2006年（平成18年）4月1日 堺市が政令指定都市に移行。堺支所管内の区域を以って堺区（行政区）を設置。

## 政治

### 行政

#### 区長
歴代区長
1. 番所護（2006年4月1日 - 2009年3月31日）
2. 古川洋子（2009年4月1日 -）（前南区長）

## 国家機関

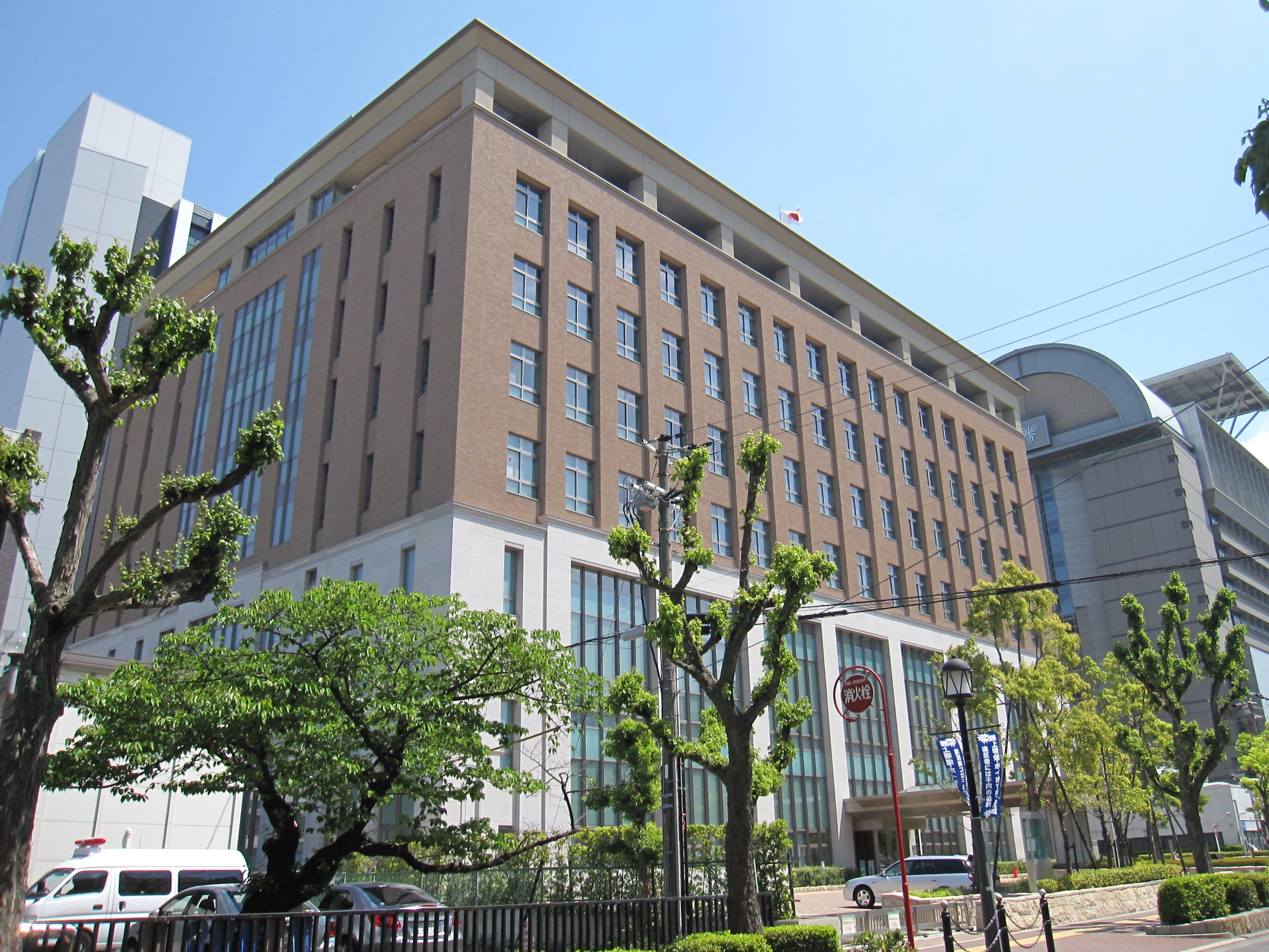
堺簡易裁判所

### 法務省
- 近畿矯正管区
  - 大阪刑務所
  - 西日本成人矯正医療センター

検察庁
- 大阪地方検察庁 堺区検察庁

### 裁判所
- 堺簡易裁判所

## 施設

### 警察
本部
- 大阪府警察 堺警察署

交番
- 綾之町交番 - 綾之町東1丁1番1号
- 今池町交番 - 今池町4丁6番24号
- 霞ケ丘交番 - 霞ケ丘町1丁2番29号
- 御陵通交番 - 大仙中町18番4号
- 堺東駅前交番 - 三国ケ丘御幸通39
- 三宝町交番 - 松屋町2丁101
- 材木町交番 - 材木町西1丁1番24号
- 宿院町交番 - 宿院町東2丁1番6号
- 高砂町交番 - 高砂町2丁48
- 大仙西交番 - 大仙西町1丁18の2
- 出島町交番 - 出島浜通1番17号

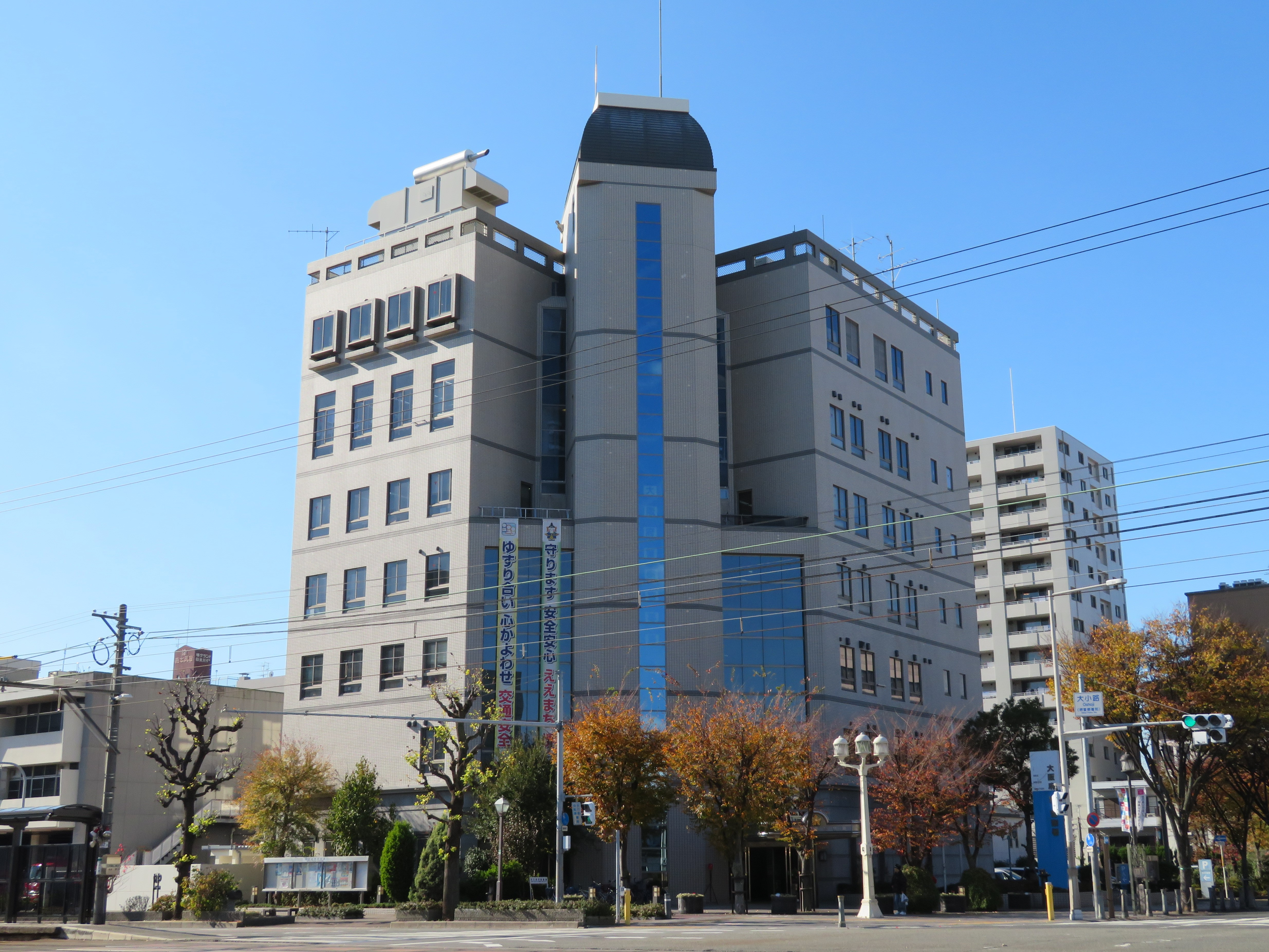
堺警察署

- 阪和堺市駅前交番 - 田出井町1番1-100号
- 三国ケ丘交番 - 中三国ケ丘町3丁3番20号
- 安井町交番 - 中安井町3丁4番34号
- 龍神交番 - 竜神橋町1丁5番2号
- 三国ケ丘駅前交番 - 向陵中町2丁7番1号

### 消防

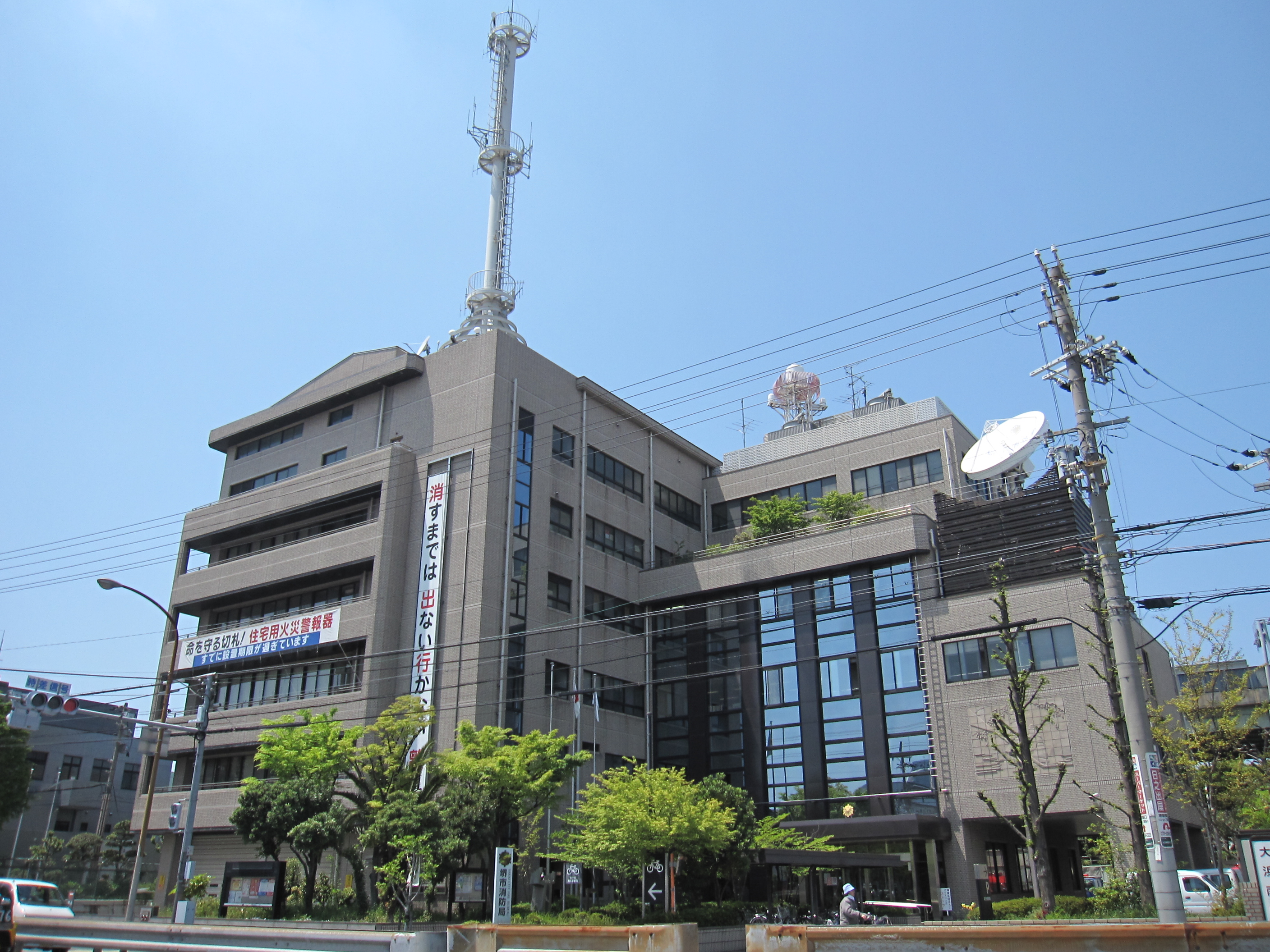
堺市消防局

本部
- 堺市消防局 堺消防署

出張所
- 高須出張所：堺区高須町1丁1-14
- 三宝出張所：堺区海山町5丁195-2
- 旭ヶ丘出張所：堺区旭ヶ丘中町1丁1-26
- 三国ヶ丘出張所：堺区北三国ヶ丘町4丁4-9

### 医療

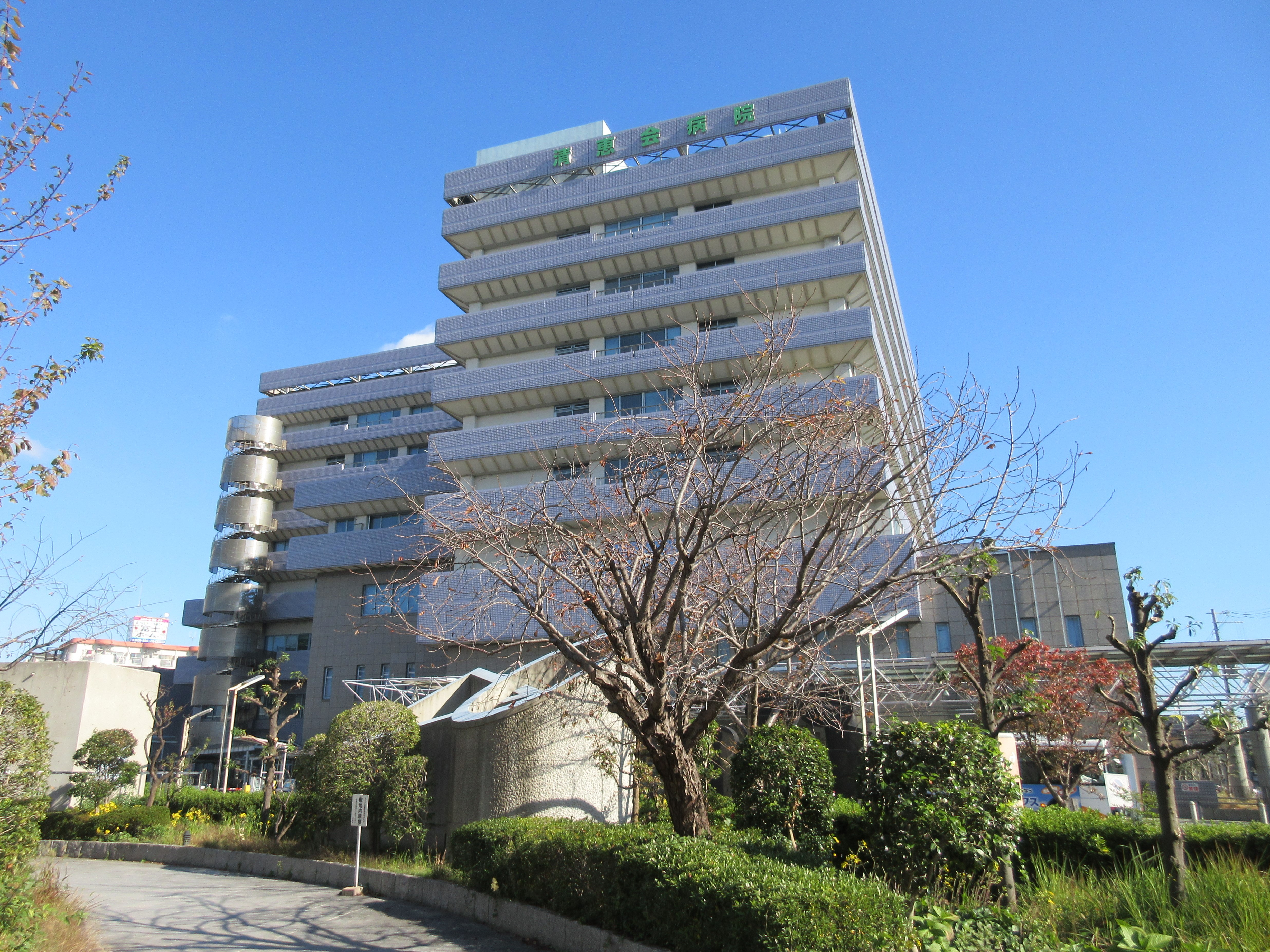
清恵会病院

主な病院
- 浅香山病院
- 堺山口病院
- 清恵会病院
- 耳原総合病院

### 郵便局

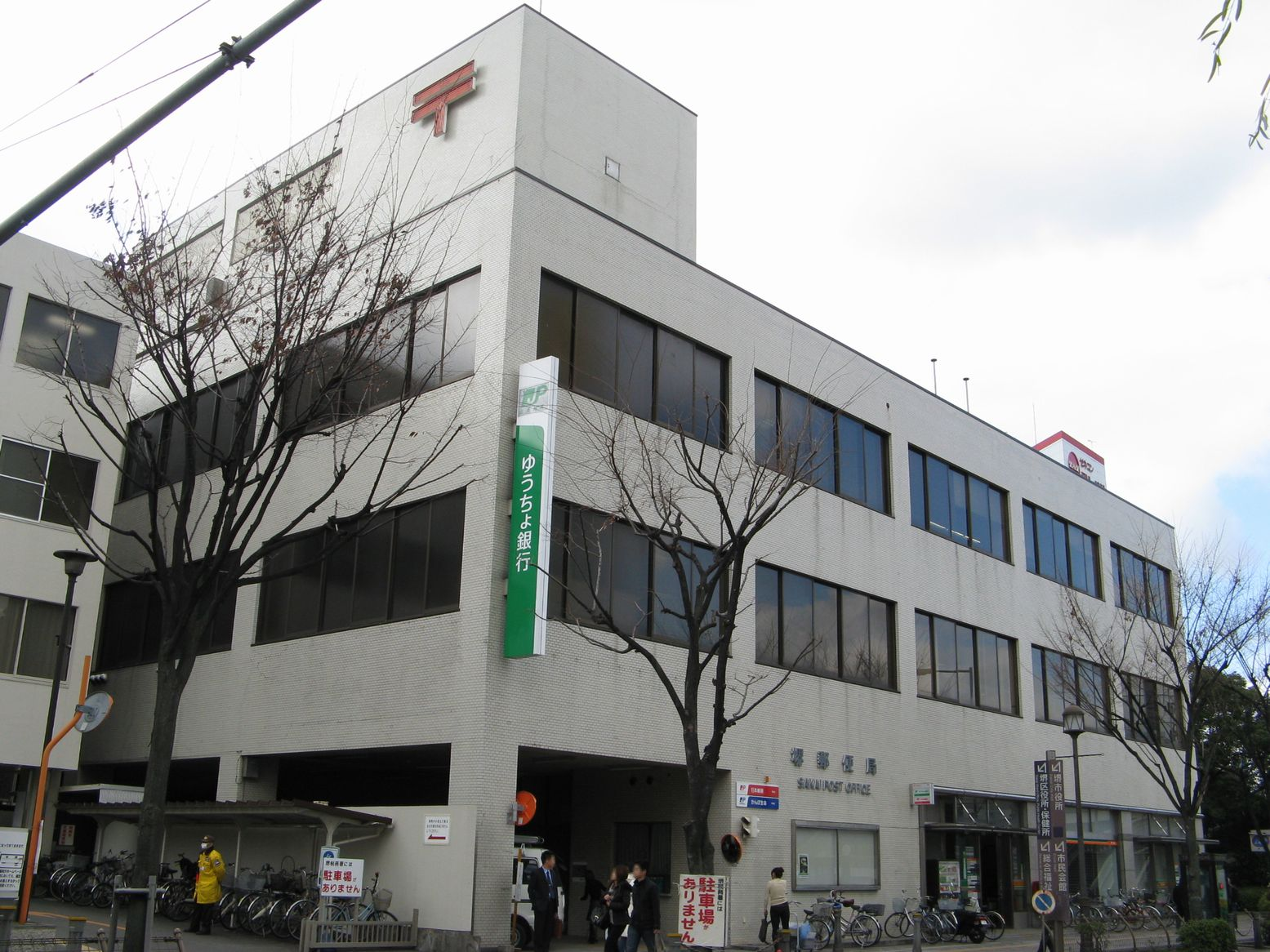
堺郵便局

主な郵便局
- 堺郵便局

### 図書館

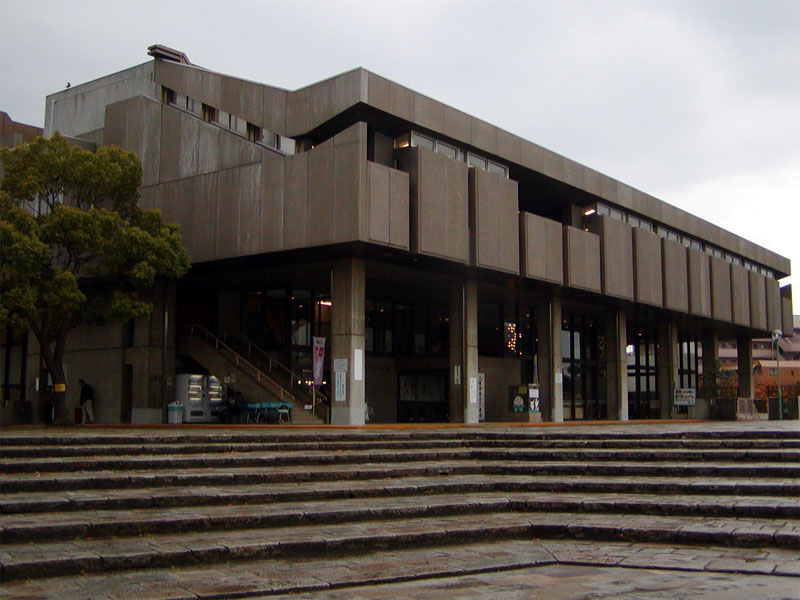
堺市立中央図書館

- 堺市立中央図書館
- 堺市立中央図書館 堺市駅前分館
- 堺女子短期大学附属図書館

### 文化施設

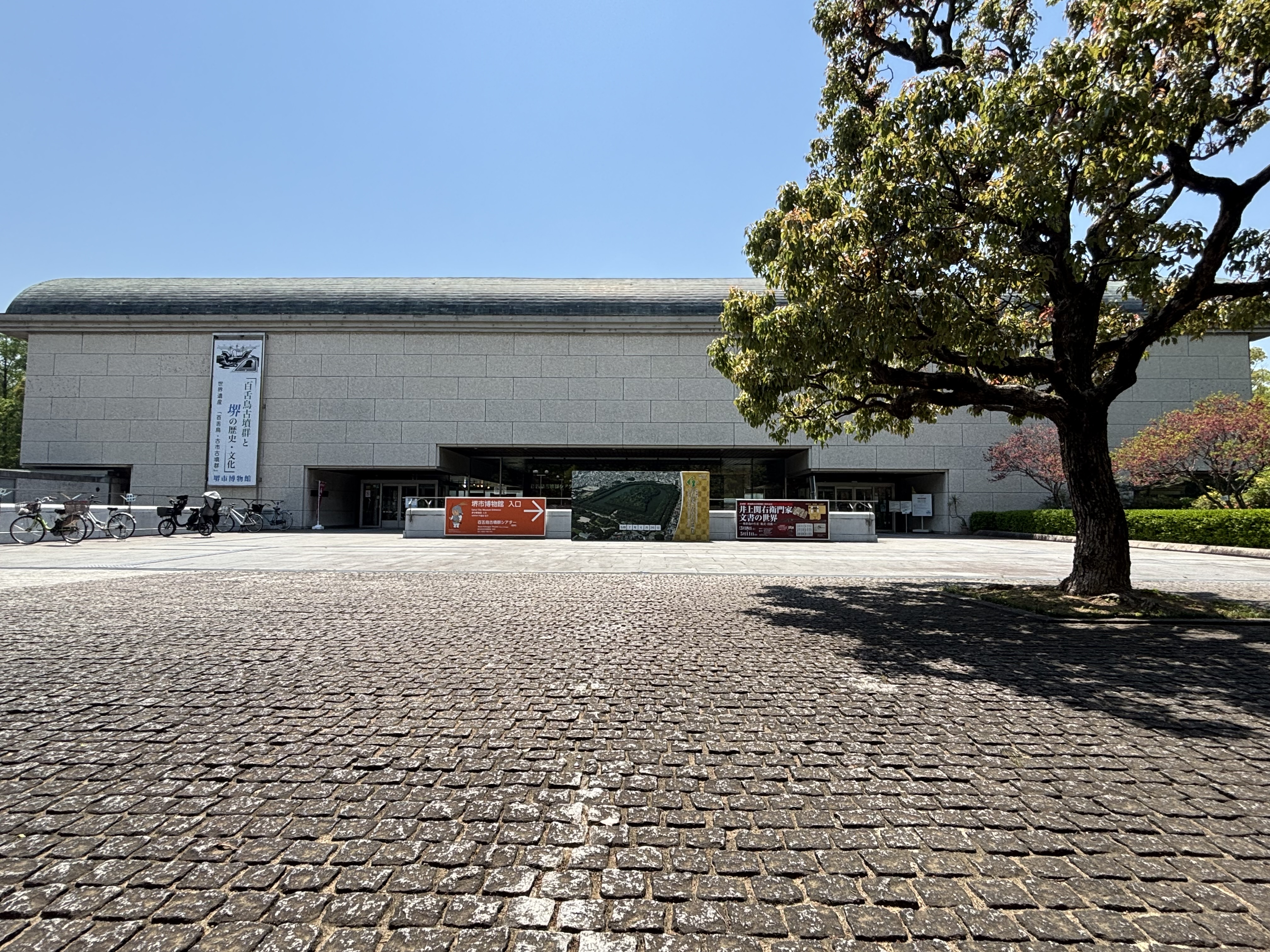
堺市博物館

博物館・美術館
- コンペイトウミュージアム
- 堺市博物館
- 堺HAMONOミュージアム
- シマノ自転車博物館
- 堺アルフォンス・ミュシャ館

劇場
- 堺市民芸術文化ホール

### 運動施設
- 堺市立サッカー・ナショナルトレーニングセンター

## 対外関係

### 国際機関

#### 領事館
総領事館
- 在大阪ベトナム総領事館

名誉総領事館
- 在大阪シンガポール総領事館

### 公益社団
- 南アジア友好協会 - 公益財団法人日本国際育成支援機構（JIGSO）

## 経済

### 第二次産業

#### 工業
- 堺泉北臨海工業地帯

主な工場
- シマノ本社工場
- シャープ堺工場
- 日本製鉄関西製鉄所

### 第三次産業

#### 商業
主な商業施設・商店街
- 堺浜（三宝）
  - 堺浜シーサイドステージ
- 七道駅前
  - イオンモール堺鉄砲町
- 堺駅前
  - プラットプラット
- 堺市街地（環濠内）
  - 堺山之口商店街
- 堺東駅前
  - 髙島屋堺店
  - 堺銀座商店街
- 堺市駅前
  - ベルマージュ堺
  - 堺市駅商店街

### 堺区に本社を置く企業
- シマノ
- タマノイ酢
- 幸和製作所
- ユークス
- 堺化学工業
- サカイ引越センター
- シャープ
- タケモトピアノ
- 前田製菓
- 日清シスコ（登記上本店）
- 大阪スポーツ（東京スポーツ新聞社関西支社）
- あるへいどう

## 生活基盤

### ライフライン

#### 上下水道
- 堺市上下水道局
  - 浅香山浄水場
  - 旧天王貯水池

## 集合住宅

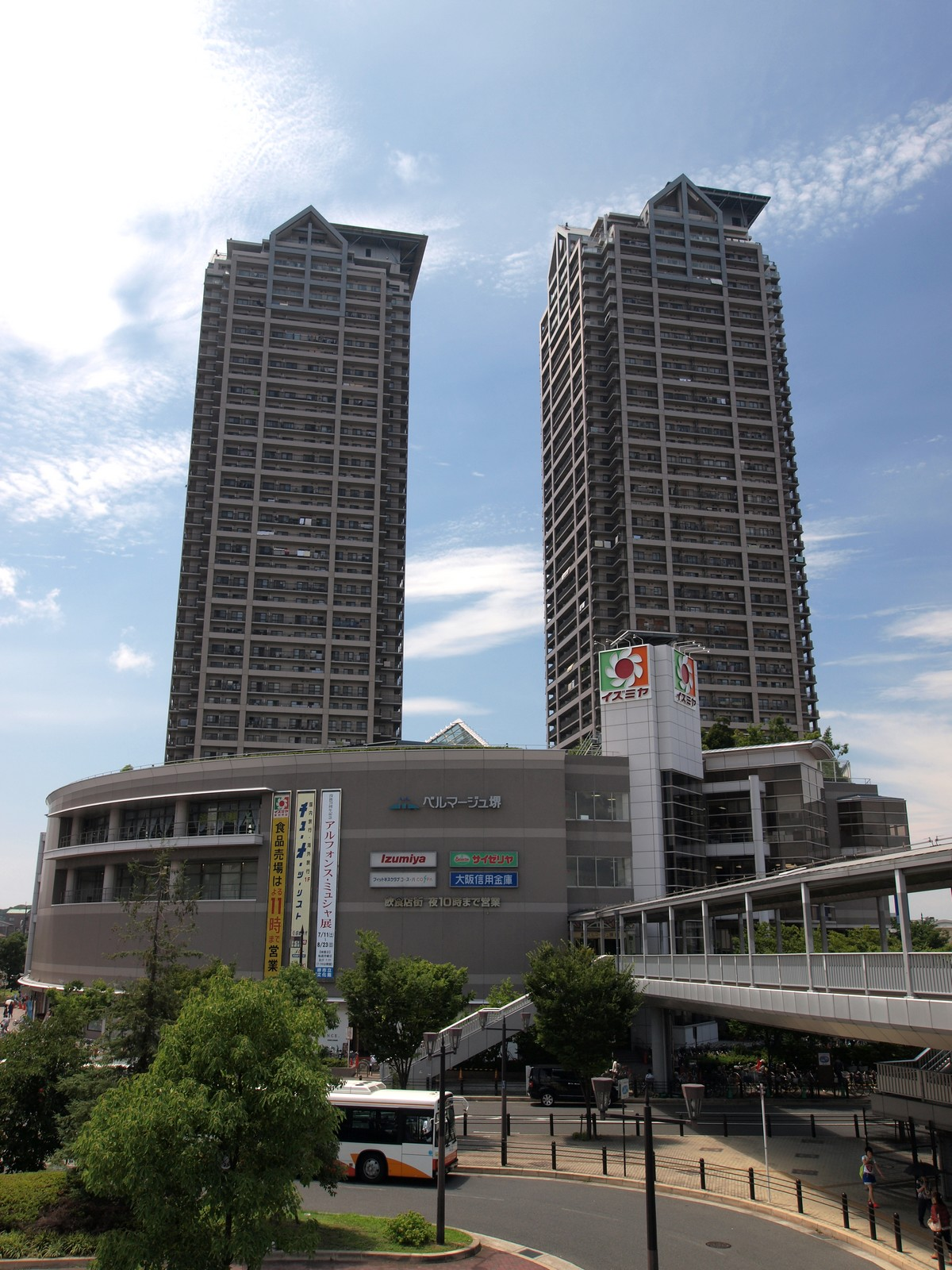
JR堺市駅前にあるベルマージュ堺。ここにUR賃貸住宅がある。

### 大規模マンション
- プラウドタワー堺東
- ペルル堺ウイングタワー

### 住宅団地
- 都市再生機構中安井町市街地住宅
- 都市再生機構大浜北町市街地住宅
- 都市再生機構甲斐町市街地住宅
- 都市再生機構戎之町市街地住宅
- 都市再生機構大浜南町団地
- 都市再生機構大浜南町第二団地
- 都市再生機構湊駅前団地
- 都市再生機構シティハイツ堺七道
- 都市再生機構アーベイン堺市駅前
- 都市再生機構ベルマージュ堺弐番館
- 大阪府住宅供給公社湊団地
- 大阪府住宅供給公社OPH大浜
- 大阪府住宅供給公社OPH堺少林寺
- 大阪府住宅供給公社OPH堺戎之町
- 府営堺戎島住宅
- 府営堺寺地住宅
- 府営堺大浜南町住宅
- 市営七道並松住宅
- 市営緑ヶ丘住宅
- 市営旭ヶ丘住宅
- 市営今池住宅
- 市営浅香山住宅
- オーエム工業出島社宅
- 西湊社宅

## 教育

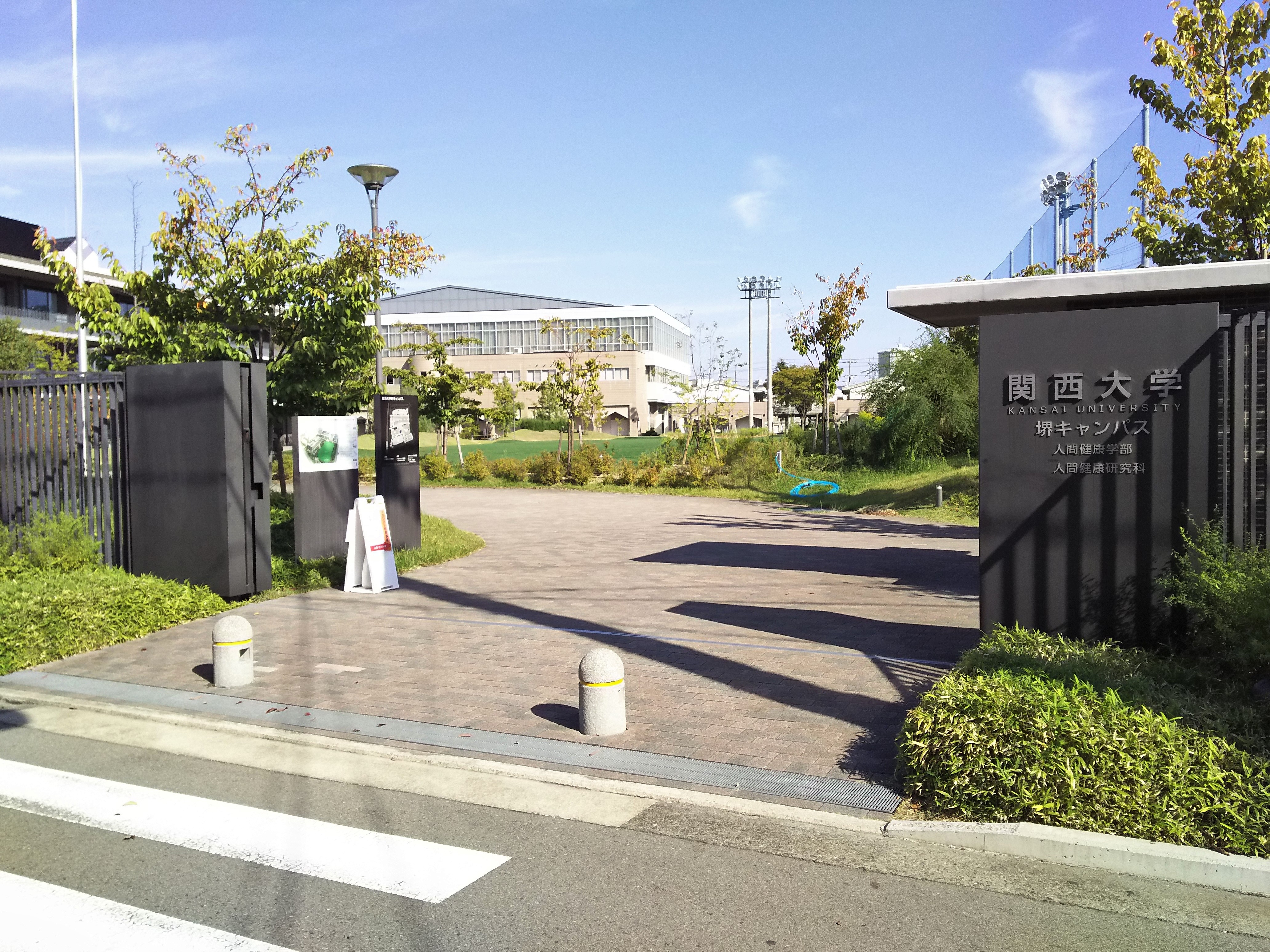
関西大学堺キャンパス

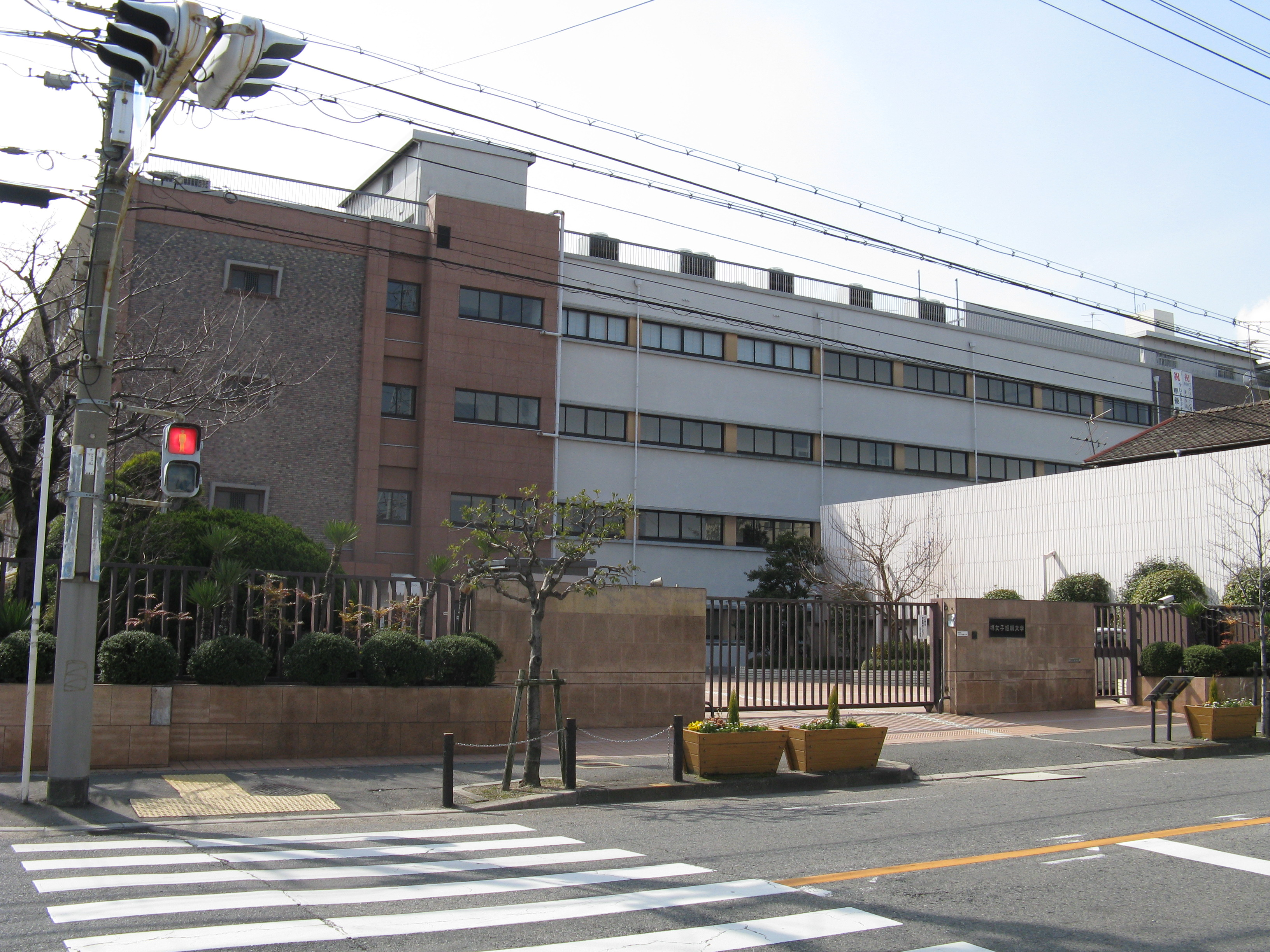
堺女子短期大学

### 大学
- 関西大学（堺キャンパス）

### 短期大学
- 堺女子短期大学
- 大阪健康福祉短期大学

### 高等学校
- 大阪府立三国丘高等学校
- 大阪府立泉陽高等学校
- 大阪府立堺工科高等学校
- 堺市立堺高等学校
- 賢明学院高等学校※中高併設
- 香ヶ丘リベルテ高等学校※中高併設

### 中学校
- 堺市立浅香山中学校
- 堺市立旭中学校
- 堺市立大浜中学校
- 堺市立月州中学校
- 堺市立殿馬場中学校（夜間学級を併設）
- 堺市立三国丘中学校
- 堺市立陵西中学校
- 賢明学院中学校※中高併設
- 堺リベラル中学校※中高併設

### 小学校
- 堺市立浅香山小学校
- 堺市立市小学校
- 堺市立英彰小学校
- 堺市立榎小学校
- 堺市立神石小学校
- 堺市立錦西小学校
- 堺市立錦綾小学校
- 堺市立三宝小学校
- 堺市立少林寺小学校
- 堺市立大仙小学校
- 堺市立大仙西小学校
- 堺市立錦小学校
- 堺市立三国丘小学校
- 堺市立新湊小学校
- 堺市立安井小学校
- 堺市立熊野小学校
- 賢明学院小学校

閉校：堺市立湊小学校、堺市立湊西小学校→2007年堺市立新湊小学校へ統合

### 特別支援学校
- 大阪府立堺支援学校
- 大阪府立だいせん聴覚高等支援学校
- 堺市立百舌鳥養護学校分校

## 交通

### 鉄道
中心となる駅：南海高野線堺東駅、南海本線堺駅、JR阪和線堺市駅
南海電気鉄道
- 南海本線：七道駅 - 堺駅 - 湊駅
- 南海高野線：浅香山駅 - 堺東駅 - 三国ヶ丘駅 - 百舌鳥八幡駅

阪堺電気軌道
- 阪堺線：大和川停留場 - 高須神社停留場 - 綾ノ町停留場 - 神明町停留場 - 妙国寺前停留場 - 花田口停留場 - 大小路停留場 - 宿院停留場 - 寺地町停留場 - 御陵前停留場 - 東湊停留場

JR西日本
- 阪和線：浅香駅 - 堺市駅 - 三国ケ丘駅 - 百舌鳥駅

- 堺駅
- 堺東駅
- 堺市駅

### バス

#### 路線バス
- 南海バス（堺営業所）
- 大阪シティバス（旧・大阪市営バス） - かつて大阪市電の阪堺線が堺市内まで延びており、その名残で乗り入れ。

### 道路

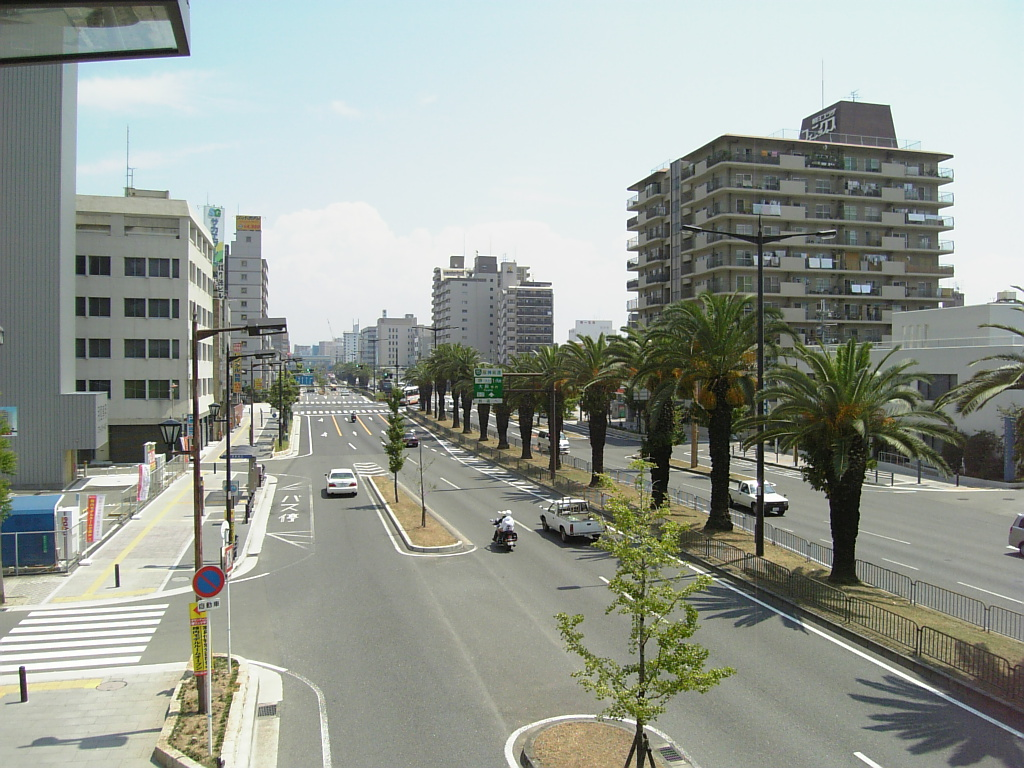
フェニックス通り（堺駅南口付近）

#### 高速道路
- 阪神高速4号湾岸線
- 阪神高速6号大和川線（計画線）
- 阪神高速15号堺線

#### 国道
- 国道26号
- 国道310号

#### 府道
主要地方道
- 大阪府道2号大阪中央環状線
- 大阪府道12号堺大和高田線
- 大阪府道29号大阪臨海線
- 大阪府道30号大阪和泉泉南線
- 大阪府道61号堺かつらぎ線

一般府道
- 大阪府道187号大堀堺線
- 大阪府道195号堺港線
- 大阪府道197号深井畑山宿院線
- 大阪府道204号堺阪南線

### 愛称路
- 大道筋（大阪府道197号深井畑山宿院線、綾之町から御陵前）
- 大小路筋（吾妻橋（堺駅前）から堺東駅南口）
- フェニックス通り（国道26号大浜北町から国道310号一条通）
- けやき通り（田出井町から向陵西町）
- 海岸通り（国道26号大和川大橋南詰から大阪府道204号堺阪南線浜寺公園南）
- 御陵通り（大阪府道197号深井畑山宿院線、出島から百舌鳥駅前）
- 堺中央線（大阪府道30号大阪和泉泉南線、遠里小野橋から富木）
- 堺大和路線（大阪府道12号堺大和高田線、戎島町から南花田町東）

### 航路

#### 港湾
- 堺泉北港

## 観光

### 名所・旧跡

#### 環濠内

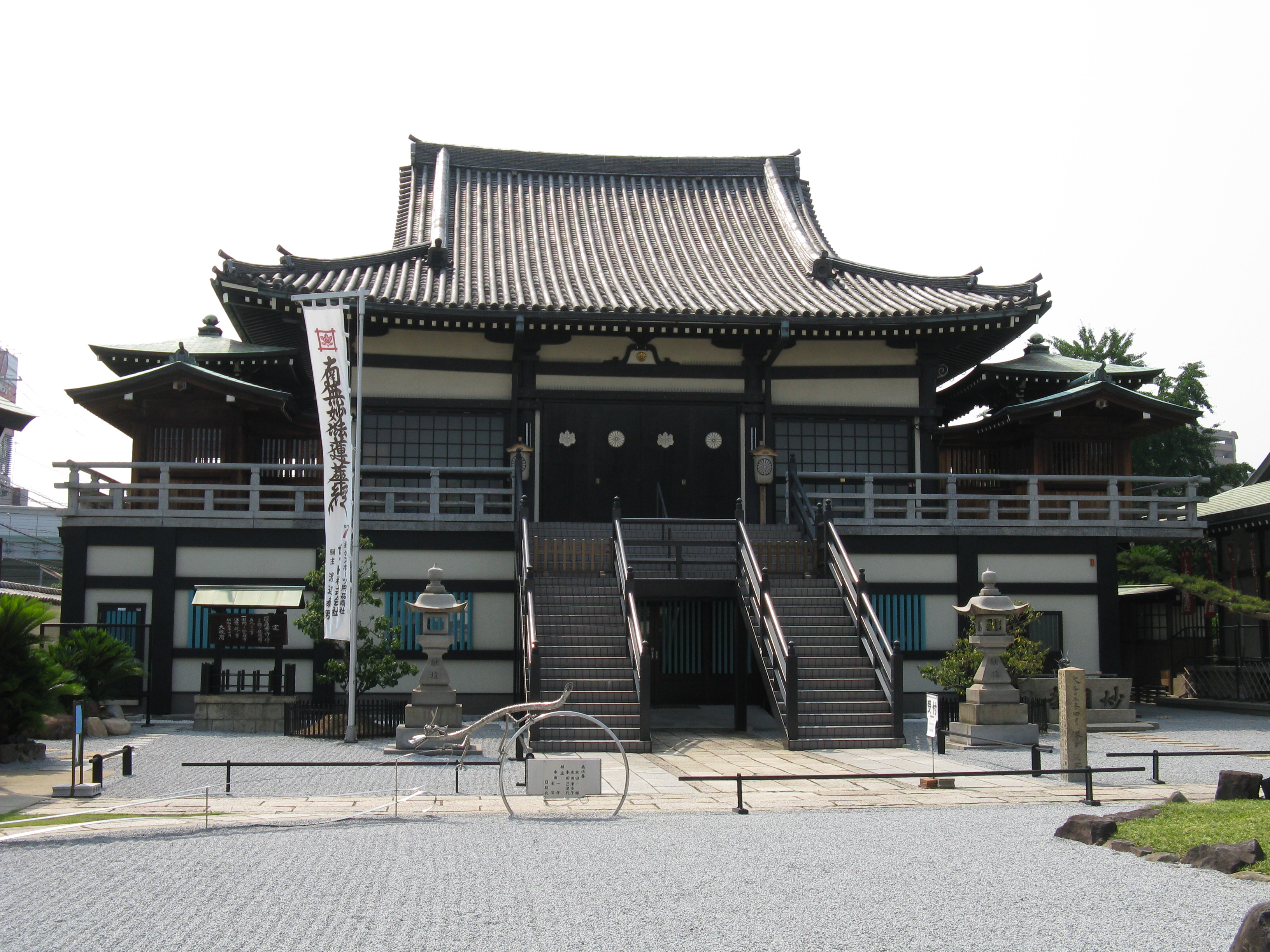
妙國寺

- 廣普山妙國寺（広普山妙国寺） – 材木町東4丁。日蓮宗
- 常住山 顯本寺 – 宿院町東4丁。法華宗本門流
- 萬年山 少林寺 – 少林寺町東3丁。臨済宗大徳寺派
- 布金山 大安寺 – 南旅篭町東4丁。臨済宗東福寺派
- 唱名山 阿免寺 - 中之町西2丁。浄土宗
- 甘露山大阿弥陀経寺（旭蓮社） – 寺地町東4丁[1]
- 龍興山南宗寺 – 南旅篭町東3丁。臨済宗大徳寺派
  - 龍興山大仙院徳泉庵（德泉禪寺） – 南旅篭町東3丁。臨済宗大徳寺派[2][3]
  - 龍谷山 祥雲寺（松の寺） – 大町東4丁。臨済宗大徳寺派
  - 宿松山海會禪寺（宿松山海会寺） – 南旅篭町東3丁。臨済宗東福寺派[4][5]
- 菅原神社（堺天神） – 戎之町東2丁
- 堺戎神社
- 薬祖神社（神農さん） – 戎之町東2丁
- 開口神社（大寺、大寺さん） – 甲斐町東2丁[6]
  - 密乘山念佛寺 – 神宮寺。喪失
- 住吉大社宿院頓宮 – 宿院町東2丁
- 堺HAMONOミュージアム
- さかい利晶の杜
- 土居川公園
- ザビエル公園

#### 環濠外
- 堺旧港
  - 旧堺燈台
  - 龍女神像

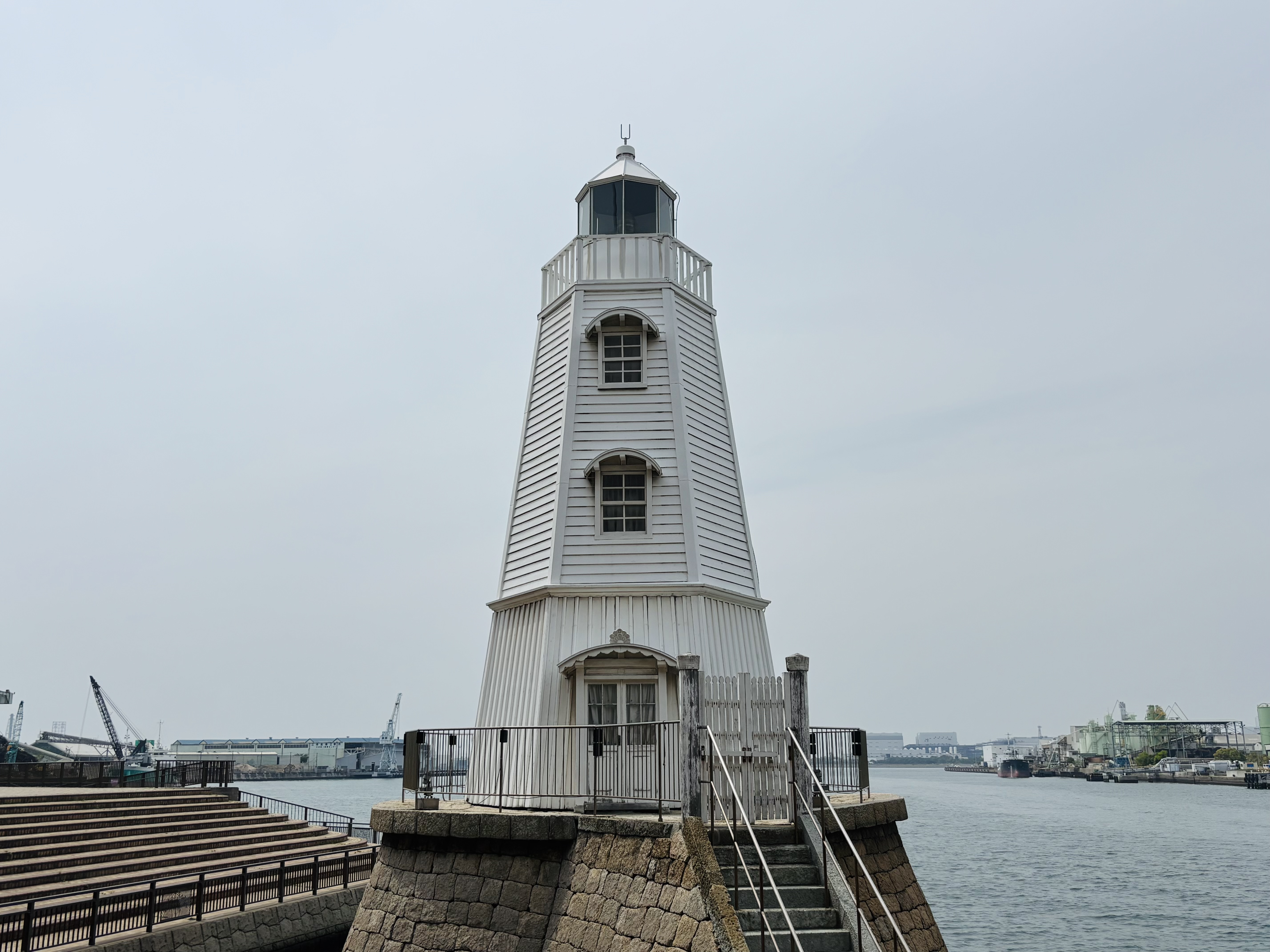
旧堺燈台

  - ノアドルフィンドーム - 日本ドルフィンセンターが運営するイルカふれあい施設。
- 大浜公園
  - 蘇鉄山
- 境王子跡 – 菅原神社に合祀
- 方違神社 – 北三国ヶ丘町2丁
- シマノ自転車博物館
- 堺アルフォンス・ミュシャ館
- 田出井山古墳（反正天皇陵） – 北三国ヶ丘町2丁
- 紅谷庵 – 中三国ケ丘町２丁
- 大仙古墳（仁徳天皇陵） – 大仙町
- 大仙公園 – 百舌鳥夕雲町2丁 
  - 堺市博物館
  - 日本庭園
  - 百舌鳥古墳群ビジターセンター
  - 堺市都市緑化センター
- 石津神社 – 石津町1丁
- 神明神社 – 栄橋町2丁
- 龍神堂 – 竜神橋町2丁
- 旧丹治商会

## 文化・名物

### 祭事・催事
祭事
- 大魚夜市
- 堺まつり

催事
- KIX泉州国際マラソン
- シマノレーシング

### 音楽
楽団
- 大阪交響楽団

## 出身関連著名人
- 与謝野晶子 - 歌人、作家（与謝野鉄幹の妻）
- 清水耕介 - 元プロバスケットボール選手（bjリーグ・埼玉ブロンコス所属）
- 大口真洋 - プロバスケットボール選手（bjリーグ・浜松・東三河フェニックス所属）
- 野中和夫 - 競艇選手（日本モーターボート選手会の元会長でもある）
- 横山やすし - 漫才師（野中和夫とは中学の同級生であった）
- 大崎悟史 - 長距離走・マラソン元選手、現山梨学院大学陸上競技部指導者
- R-指定 - ラッパー (大阪府立金岡高等学校在学中に、地元大阪の梅田でのサイファーに参加し、その後MCバトルやライブ活動を開始する)
- 近藤大亮 - プロ野球選手 (読売ジャイアンツ所属)
- 愛斗 - プロ野球選手 (千葉ロッテマリーンズ所属)
- 小芝風花 - 女優
- 吉田朱里 - 元NMB48メンバー